# Trophée des Légendes 2013
Le Trophée des Légendes 2013, est la seizième édition du Trophée des Légendes, organisé durant la deuxième semaine des internationaux de France de tennis 2013 par la Fédération française de tennis. Il se déroule du 4 au 9 juin 2013 dans le Stade Roland-Garros.
Cédric Pioline et Fabrice Santoro remportent la compétition messieurs en moins de 45 ans. Andrés Gómez et Mark Woodforde remportent la compétition en plus de 45 ans. Lindsay Davenport et Martina Hingis, tenantes du titre, remportent la compétition dames pour la troisième année consécutive.

## Présentation du tournoi
L'édition 2013 du Trophée des Légendes se compose de trois compétitions distinctes : une épreuve de double messieurs de moins de 45 ans, une épreuve de double messieurs de plus de 45 ans et une épreuve de double dames. Chacune de ces compétitions réunit six équipes de deux joueurs (soit 12 joueurs par épreuve), répartis en deux poules. Chaque compétition se compose donc de six matchs de poule, plus une finale entre les premiers de chaque poule.

### Règles spécifiques
La règle du « No-ad » s'applique, ce qui signifie qu'il n'y pas d'avantage en cas d'égalité à 40-40, mais un point décisif. Comme pour tout match en double, si au terme des deux sets les joueurs sont à égalité (un set partout), on procède à un « super tie break » en dix points.

## Double messieurs de moins de 45 ans

### Poule A
| N° | Équipe                          | Points | Sets | Jeux |
| -- | ------------------------------- | ------ | ---- | ---- |
| A1 | Cédric Pioline Fabrice Santoro  | 4      | +4   | +9   |
| A2 | Sergi Bruguera Richard Krajicek | 3      | -1   | -6   |
| A3 | Michael Chang Andreï Medvedev   | 2      | -3   | -3   |

Rencontres
| Sergi Bruguera Richard Krajicek | 4 | 7  | 110 |
| Michael Chang Andreï Medvedev   | 6 | 67 | 03  |

| Cédric Pioline Fabrice Santoro  | 6 | 6 |  |
| Sergi Bruguera Richard Krajicek | 2 | 4 |  |

| Cédric Pioline Fabrice Santoro | 710 | 6 |  |
| Michael Chang Andreï Medvedev  | 68  | 4 |  |

### Poule B
| N° | Équipe                            | Points | Sets | Jeux |
| -- | --------------------------------- | ------ | ---- | ---- |
| B1 | Thomas Enqvist Sébastien Grosjean | 3      | 0    | -3   |
| B2 | Albert Costa Carlos Moyà          | 4      | +3   | +11  |
| B3 | Gastón Gaudio Goran Ivanišević    | 2      | -3   | -8   |

Rencontres
| Thomas Enqvist Sébastien Grosjean | 0 | 4 |  |
| Albert Costa Carlos Moyà          | 6 | 6 |  |

| Thomas Enqvist Sébastien Grosjean | 7 | 6 |  |
| Gastón Gaudio Goran Ivanišević    | 5 | 3 |  |

| Albert Costa Carlos Moyà       | 4 | 6 | 110 |
| Gastón Gaudio Goran Ivanišević | 6 | 2 | 07  |

### Finale
| Cédric Pioline Fabrice Santoro | 4 | 6 | 04     |
| Albert Costa Carlos Moyà       | 6 | 4 | 01 ab. |

## Double messieurs de plus de 45 ans

### Poule C
| N° | Équipe                        | Points | Sets | Jeux |
| -- | ----------------------------- | ------ | ---- | ---- |
| C1 | Guy Forget Henri Leconte      | 3      | 0    | -5   |
| C2 | Mikael Pernfors Mats Wilander | 2      | -2   | +1   |
| C3 | Mansour Bahrami Pat Cash      | 4      | +2   | +4   |

Rencontres
| Guy Forget Henri Leconte | 7 | 2 | 07  |
| Mansour Bahrami Pat Cash | 5 | 6 | 110 |

| Guy Forget Henri Leconte      | 1 | 6 | 110 |
| Mikael Pernfors Mats Wilander | 6 | 4 | 07  |

| Mikael Pernfors Mats Wilander | 6 | 4 | 07  |
| Mansour Bahrami Pat Cash      | 4 | 6 | 110 |

### Poule D
| N° | Équipe                       | Points | Sets | Jeux |
| -- | ---------------------------- | ------ | ---- | ---- |
| D1 | John McEnroe Adriano Panatta | 3      | -1   | -4   |
| D2 | Peter McNamara Michael Stich | 2      | -3   | -7   |
| D3 | Andrés Gómez Mark Woodforde  | 4      | +4   | +11  |

Rencontres
| John McEnroe Adriano Panatta | 6 | 3 | 110 |
| Peter McNamara Michael Stich | 3 | 6 | 02  |

| Peter McNamara Michael Stich | 3 | 3 |  |
| Andrés Gómez Mark Woodforde  | 6 | 6 |  |

| John McEnroe Adriano Panatta | 4 | 3 |  |
| Andrés Gómez Mark Woodforde  | 6 | 6 |  |

### Finale
| Mansour Bahrami Pat Cash    | 1 | 62 |  |
| Andrés Gómez Mark Woodforde | 6 | 7  |  |

## Double dames

### Poule E
| N° | Équipe                           | Points | Sets | Jeux |
| -- | -------------------------------- | ------ | ---- | ---- |
| E1 | Lindsay Davenport Martina Hingis | 4      | +4   | +13  |
| E2 | Jana Novotná Barbara Schett      | 2      | -3   | -4   |
| E3 | Nathalie Tauziat Sandrine Testud | 3      | -1   | -9   |

Rencontres
| Lindsay Davenport Martina Hingis | 6 | 6 |  |
| Jana Novotná Barbara Schett      | 4 | 3 |  |

| Jana Novotná Barbara Schett      | 3 | 6 | 07  |
| Nathalie Tauziat Sandrine Testud | 6 | 1 | 110 |

| Lindsay Davenport Martina Hingis | 6 | 6 |  |
| Nathalie Tauziat Sandrine Testud | 2 | 2 |  |

### Poule F
| N° | Équipe                               | Points | Sets | Jeux |
| -- | ------------------------------------ | ------ | ---- | ---- |
| F1 | Elena Dementieva Martina Navrátilová | 4      | +4   | +11  |
| F2 | Mary Joe Fernández Arantxa Sánchez   | 2      | -2   | -5   |
| F3 | Iva Majoli Conchita Martínez         | 3      | -2   | -6   |

Rencontres
| Elena Dementieva Martina Navrátilová | 6 | 6 |  |
| Mary Joe Fernández Arantxa Sánchez   | 4 | 3 |  |

| Elena Dementieva Martina Navrátilová | 6 | 6 |  |
| Iva Majoli Conchita Martínez         | 2 | 4 |  |

| Mary Joe Fernández Arantxa Sánchez |    |    |    |
| Iva Majoli Conchita Martínez       | WO | WO | WO |

### Finale
| Lindsay Davenport Martina Hingis     | 6 | 6 |  |
| Elena Dementieva Martina Navrátilová | 4 | 2 |  |